# La Mona Jiménez
Juan Carlos Jiménez Rufino (Córdoba, 11 de enero de 1951), más conocido como La Mona Jiménez, La Mona o simplemente como Jiménez o CMJ entre sus fanáticos, es un músico y compositor argentino del género cuarteto, considerado como su exponente más importante. Entre las canciones más conocidas de su repertorio se encuentran «¿Quién se ha tomado todo el vino?», «Ramito de Violetas», «Paloma Loca», «La Luna», «Beso a beso», «El marginal» y «El federal».
La Mona Jiménez obtuvo 12 veces el Premio Gardel y es el músico con más Premios Konex en Argentina y, con más de 10 mil shows realizados, uno de los artistas con más horas de escenario del mundo. Es considerado "el más federal de los artistas", tras haber cantado en todas las provincias del país en repetidas ocasiones. Tiene más de 100 discos editados, la mayoría con certificación de oro, platino y doble platino.
El músico cordobés instaló su propia lengua de señas de los barrios de Córdoba, a donde cada gesto con las manos le corresponde una nomenclatura de "La Docta". Los fanáticos realizan las señas en los bailes y son identificados desde el escenario. Se puede escuchar a La Mona en muchas de sus canciones verbalizando los gestos de sus aficionados con el micrófono.
También tiene su propia marca de vino, con la que se preparan generalmente el "vino con coca" y el "vino con pritty" o "prittiado", bebidas muy populares en Córdoba. También es uno de los pocos artistas en el mundo que tiene su propio museo, ubicado en la zona norte de la ciudad de Córdoba.

## Biografía

Pintada en Córdoba. La Mona es parte de la cultura cordobesa.

Nació el 11 de enero de 1951 en la ciudad de Córdoba, Argentina, donde debutó como bailarín y cantante de folclore. Entre sus influencias más importantes se encontraba su padre.
A los 15 años de edad participó en un casting para ser cantante en el Cuarteto Berna, un joven grupo de cuarteto característico (género musical que estaba en sus primeros años de vida), donde resultó ganador.

### Cuarteto Berna y Cuarteto de Oro
Formó parte del Cuarteto Berna, en el cual lo empezaron a llamar Carlitos Jiménez por primera vez. En este conjunto tuvo una serie de problemas con el representante, quien, a su vez, era padre del pianista y líder del grupo. Otro de los inconvenientes que tuvo fueron las limitaciones que le imponían a la hora de subir al escenario, debido a que el objetivo era que resaltara el pianista, Berna Bevilacqua, dejándolo en un segundo plano, por lo que finalmente abandonó el grupo.
Luego de unos años integró el grupo Cuarteto de Oro, el cual estaba dirigido por su tío, Coquito Ramaló. El primer disco que grabó con este grupo se llamó Póngale la cadenita, fue editado en 1972 por medio del sello Philips y resultó un rotundo fracaso en las ventas. Sin embargo, el año siguiente le siguió el segundo álbum, Llegó la hora de reír, que incluía el hit Cortate el pelo cabezón, con el cual llegaron a las 180 000 unidades vendidas entre LPs, casetes y magazines. Con el tiempo La Mona fue imponiendo como su marca el movimiento de su mano hacia atrás y adelante, con la palma hacia arriba y abajo (Movimiento originalmente hecho por Leonor Marzano para marcar los tiempos del ritmo); un paso que comenzó a repetirse entre sus seguidores en cuanto show brindara el Cuarteto de Oro. Después de eso, La gaita del lobizón, del año 1974 sería su éxito más importante.
El 28 de diciembre de 1973 conoció a Juana Delseri, con quien se casó en abril de 1975. El matrimonio tuvo tres hijos: Lorena (actriz y música), Carlos -conocido como Carli- (que se dedica a la música junto a su padre, especialmente produciendo) y Natalia (quien es diseñadora de su vestuario).
A principios de la década de 1980, el cantante tuvo una relación extramatrimonial con Liliana Echevarría, que resultó en el embarazo y posterior nacimiento de una hija, llamada Natalia. En 2015, la joven, que por ese entonces llevaba el apellido Taddei, de su padre de crianza, comenzó a pelear en la justicia por la realización de una prueba de ADN, la cual demostraría si era o no hija de La Mona y el posterior reconocimiento por parte del artista. En 2019 se realizaron los exámenes de ADN, los cuales arrojaron resultado positivo. Luego de la realización del examen genético, Jiménez reconoció a su hija ante la justicia. En 2021, y luego del fallo definitivo de la justicia, Taddei cambió su apellido por el de Jiménez Rufino.
A finales de julio de 2000 se divorció de su esposa quien, no obstante, siguió trabajando como su mánager personal.

### Como solista

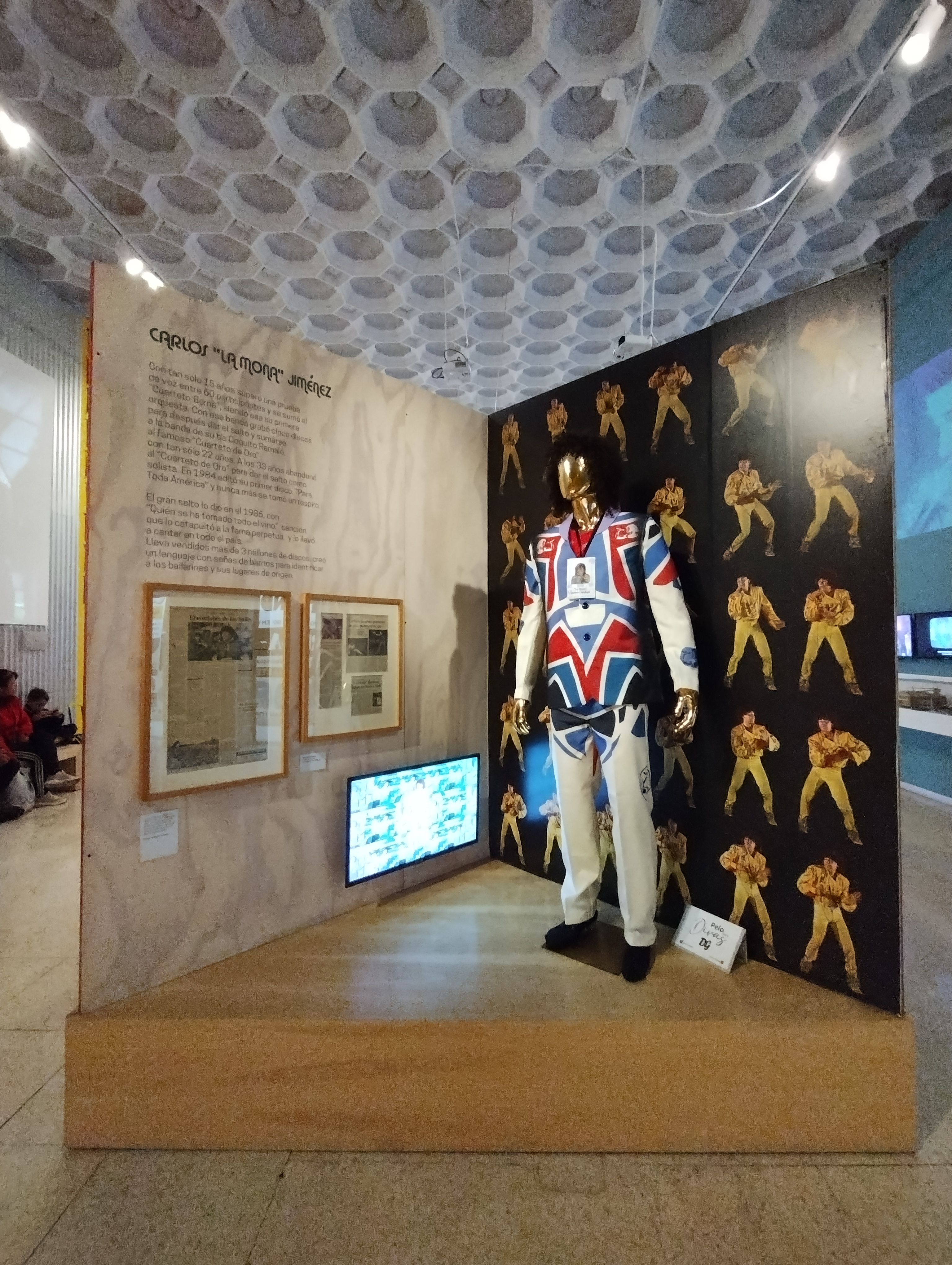
Espacio dedicado a La Mona Jiménez en el Museo del Cuarteto.

En 1984, a los 33 años de edad y con 26 LPs grabados, Jiménez se retiró del Cuarteto de Oro para armar su propio proyecto solista, pero siguió tocando música al estilo del cuarteto característico —con un sonido renovado por la inclusión de percusión y teclados eléctricos— y empezó a trabajar en bailes en los barrios periféricos de Córdoba. Meses después, edita el disco Para toda América, donde tuvo su primer gran éxito: La flaca la gasta. Paulatinamente se fue convirtiendo en una figura de relieve nacional. Su siguiente disco, Gracias a Dios, hace alusión a la emoción de poder llevar una carrera fuera de las restricciones que lo habían detenido anteriormente.
En enero de 1988 es invitado a actuar en el Festival de Cosquín, en un intento de los organizadores de atraer gente al alicaído festival. Se superan todas las previsiones y la plaza coscoína es abarrotada por más de 100 000 personas, esto provoca desmanes entre el público y la suspensión del show, cuando La Mona apenas había cantado tres canciones. Este episodio fue titulado por la prensa local como «La noche negra de La Mona en Cosquín»; sin embargo, este traspié daría connotación nacional a Jiménez, que capitalizaría este hecho negativo obteniendo una popularidad a nivel nacional.
En el mismo año tocó por primera vez en Buenos Aires, en el microestadio de Atlanta y participó en la película Las locuras del extraterrestre, de Carlos Galettini, protagonizada por Emilio Disi y Javier Portales.
Posteriormente llenó el Luna Park y en 1989 tuvo un gran éxito en el boliche punk Cemento, del empresario Omar Chabán.
En 1992 integró el elenco del programa de TV El Gordo y el Flaco, protagonizado por Juan Carlos Mesa y Gianni Lunadei y emitido por Telefe. En 1995 y 2005 recibió el Premio Konex de Platino como el Mejor Cantante de Tropical/Cuarteto de la década en la Argentina y en 2015 el Diploma al Mérito Konex en la misma disciplina.
En 1996 debutó en el teatro de revistas, con la obra «Más feliz en Carlos Paz», junto a Georgina Barbarossa, Susana Romero y el Mago Emanuel, en el Teatro del Lago.
A finales de los años ochenta y principios de los años noventa, Jiménez viajó de gira a otros países. Estuvo en España, donde en Cádiz, Valencia y Madrid cantó el ritmo del cuarteto. En agosto de 1995 fue de gira a Estados Unidos, actuó tres días en Chicago y Houston y luego —entre el 1 y el 7 de septiembre de 1995— presentó su gran éxito ¿Quién se ha tomado todo el vino? -lanzado con su álbum En vivo de 1986- ante miles de argentinos en Nueva York.
A comienzos del siglo XXI La Mona se destacó por una serie de álbumes que en general fueron homenajes, selecciones y recuerdos de sus grandes éxitos acompañados de nuevas canciones. En diciembre de 2012 lanza su disco número 83, como celebración de sus 45 años de carrera en el cuarteto, con el nombre de Revolución, junto a invitados especiales como Raly Barrionuevo, Andrés Ciro Martínez, Raúl Lavié, Alejandro Lerner, Palito Ortega, el Rey Pelusa, Facundo Toro, Peteco Carabajal y Javier Calamaro.
En mayo de 2014 llevó sus grandes éxitos a España a través de una gira realizada en las ciudades de Madrid, Málaga y Barcelona, con éxito total en los tres recintos donde tocó.
En octubre de ese mismo año se presentó en el estadio Luna Park, lugar que lo había visto brillar por última vez en noviembre de 2007. Volvió nuevamente al año siguiente, en junio de 2015, con un éxito total en esas dos presentaciones.
En septiembre de 2016 anunció un parate de sus shows por una operación de urgencia en sus cuerdas vocales que se encontraban deterioradas por un pólipo. Este receso lo vio obligado a silenciar su voz por un tiempo determinado, y luego de atravesar la operación con éxito regresó a los escenarios en abril de 2017 en una presentación en el Complejo Forja, ubicado en Barrio Talleres Este de la Ciudad de Córdoba, completamente colmado de fanáticos de todo el país, otra demostración de la vigencia exitosa que La Mona Jiménez ha mantenido durante años.
En enero de 2018 festejo sus 50 años de carrera nuevamente en el Complejo Forja, el recinto bailable más grande de la Ciudad de Córdoba.
Durante el trascurso de 2018 y 2019, La Mona fue citado a la Justicia debido a que el artista español Chema Purón denunció penalmente a Jiménez, bajo la acusación del delito de defraudación a la propiedad intelectual, más conocido como plagio. La polémica surgió en torno al tema Con lo que yo te quiero, que fue escrito y registrado por Purón para el grupo Mocedades en 1983, y que en 1986 fue inscrito por Juana Delseri y Daniel Franco (esposa y músico de La Mona, respectivamente) con el nombre Por lo que yo te quiero, donde solo se le cambió el "Con" por el "Por", tanto en el título como en la letra de la canción. Dicho tema se convertiría en uno de los grandes éxitos de La Mona, siendo posteriormente cantada por otros artistas del género como Rodrigo y Walter Olmos, quienes la popularizaron aún más. Esto a la larga le ocasionó un grave perjuicio económico a Chema Purón, debido a que La Mona paralelamente cobraba los derechos de autor del tema cuando el mismo se popularizó.
En el trascurso del año 2019 anunció su regreso inminente al estadio Luna Park de la Capital Federal luego de 5 años. Dicho evento se realizó el día sábado 9 de noviembre del mismo año con miles de espectadores que disfrutaron de sus más grandes éxitos.
Luego de su presentación en el escenario porteño regreso a sus habituales bailes de fines de semana en la ciudad de Córdoba con la particularidad de hacerlos en formato XL, llamado «sin pausas» en la jerga del cuarteto. En marzo de 2020 se vio obligado a frenar sus shows por la pandemia de Covid-19.
El 7 de diciembre de 2020 «La Mona» volvió a cantar para realizar un show en formato streaming privado para sus fanáticos. Esto se realizó nuevamente en dos oportunidades más en 2021 con éxito total en las tres ediciones.
Luego de que el gobierno nacional autorizara eventos masivos tras la cuarentena estricta, el regreso de un show en vivo de la Mona Jiménez se realizó en enero de 2022, unos días después de su cumpleaños, en el Hipódromo de Córdoba, ubicado en el Barrio Jardín Espinosa. El espectáculo fue llamado «Festival Bum Bum», con la participación de una amplia grilla musical y cultural, que incluyó el espacio «Bum Bum Kids», un food park y otras atracciones. Esta primera edición contó con la participación de L-Gante, Damas Gratis, Los Palmeras, Los Caligaris y Karina la Princesita, entre otros artistas.
Con este nuevo formato «La Mona» se reinventó, ofreciendo conciertos masivos a comparación de sus habituales bailes populares. En mayo de 2022 festejó sus 55 años de carrera en el Obelisco de Buenos Aires ante más de 80 000 personas, un récord absoluto en la historia del cuarteto cordobés.
En septiembre de 2022 realiza la apertura de su propio museo, llamado «La Mona Museobar», con la muestra de los trajes que utilizó durante toda su carrera, su discografía completa, premios, distinciones y homenajes. Todo esto junto a la amplia variedad gastronómica que ofrece el lugar. También tiene un espacio destacado en el «Museo del cuarteto», de gestión pública provincial.
En junio de 2025, La Mona fue condenada por la justicia a pagarle una suma millonaria de dinero a su hija, Natalia Jiménez Rufino, antes Taddei, (nacida en la década de 1980 fruto de una relación extramatrimonial que el artista mantuvo con Liliana Echevarría) en concepto de daños morales. Si bien el artista se realizó en 2019 el examen de ADN, el cual arrojó resultado positivo, y luego reconoció a su hija ante la justicia, la cual en 2021 le otorgó su apellido paterno Jiménez Rufino, la joven manifestó que desde el entorno del cantante siguieron negándole el acceso a contactos con su padre, lo que la llevó a efectuar un reclamo indemnizatorio.

## Premios y nominaciones

### Premios Konex
La Mona ha ganado en dos ocasiones el Premio Konex de Platino y en tres oportunidades recibió el diploma al mérito entregado por la misma fundación.
| Premio             | Distinción              | Categoría                             | Resultado |
| ------------------ | ----------------------- | ------------------------------------- | --------- |
| Premios Konex 1995 | Premio Konex de Platino | Bailanta/Cuarteto (período 1985-1994) | Ganador   |
| Premios Konex 1995 | Diploma al mérito       | Bailanta/Cuarteto (período 1985-1994) | Ganador   |
| Premios Konex 2005 | Premio Konex de Platino | Tropical/Cuarteto (período 1995-2004) | Ganador   |
| Premios Konex 2005 | Diploma al mérito       | Tropical/Cuarteto (período 1995-2004) | Ganador   |
| Premios Konex 2015 | Diploma al mérito       | Tropical/Cuarteto (período 2005-2014) | Ganador   |

### Premios Carlos Gardel
| Año  | Categoría                                       | Trabajo nominado                   | Resultado | Ref.   |
| ---- | ----------------------------------------------- | ---------------------------------- | --------- | ------ |
| 1999 | Mejor artista popular/bailantero                | Beso a beso                        | Ganador   | [ 33 ] |
| 2000 | Mejor artista popular tropical/bailantero       | El bum bum                         | Ganador   | [ 34 ] |
| 2001 | Artista masculino tropical                      | Adrenalina                         | Nominado  | [ 35 ] |
| 2001 | Artista masculino tropical                      | Bien ahí                           | Nominado  | [ 35 ] |
| 2001 | Artista masculino tropical                      | El agite                           | Nominado  | [ 35 ] |
| 2002 | Mejor artista masculino tropical                | Cuarteto es La Mona                | Ganador   | [ 36 ] |
| 2003 | Mejor álbum de cuarteto                         | El vicio de La Mona 69             | Ganador   | [ 37 ] |
| 2004 | Mejor álbum de cuarteto                         | La Mona en vivo con el pueblo      | Ganador   | [ 38 ] |
| 2005 | Mejor álbum de cuarteto                         | Selección privada 2                | Ganador   | [ 39 ] |
| 2009 | Mejor álbum de cuarteto                         | Homenaje                           | Ganador   | [ 40 ] |
| 2010 | Mejor álbum artista masculino tropical/cuarteto | Una leyenda en pie                 | Ganador   | [ 41 ] |
| 2011 | Mejor álbum artista masculino tropical/cuarteto | Genial                             | Ganador   | [ 42 ] |
| 2013 | Mejor álbum artista masculino de cuarteto       | Revolución - 45 años con la música | Ganador   | [ 43 ] |
| 2015 | Mejor álbum artista de cuarteto                 | La Mona en vivo, Vol. 1            | Ganador   | [ 44 ] |
| 2017 | Mejor álbum artista de cuarteto                 | Soy un tipo de la noche            | Nominado  | [ 45 ] |

## Legado
Es uno de los artistas más influyentes de su género, llegando a ser catalogado como «el Elvis del cuarteto». Ha editado 90 discos a la fecha (julio de 2019) y ha vendido más de 36 millones de copias en todo el país.
Es característico de sus presentaciones un idioma de señas manuales mientras canta.
El lenguaje de señas fue inventado por él a lo largo de los años, y representa principalmente letras del alfabeto, los barrios de la ciudad de Córdoba, ciudades cordobesas, provincias argentinas y países donde ha realizado sus presentaciones.
El origen de esto es contado en su libro La Mona, en donde relata que en sus bailes la gente siempre llevaba banderas de barrios y bandas para que La Mona los nombrara, pero causaban que los espectadores que se ubicaban al fondo del lugar no pudieran ver el escenario, y para solucionar este problema es que inventa este idioma particular.
Ha cantado con una abundante cantidad de reconocidos artistas de otros géneros musicales, entre los cuales se destacan Fito Páez, Charly García, Andrés Calamaro, Manu Chao, Pato Fontanet, Martín Fabio, Pity Álvarez, Bersuit Vergarabat, Alejandro Lerner, Palito Ortega, Raly Barrionuevo, Javier Calamaro y Slim Dee, entre otros.
A esta lista se le agregan también músicos de su mismo género tales como Ulises Bueno y Damián Córdoba.
Culturalmente, La Mona ha dejado un vasto legado en la gente que lo sigue y entre las manifestaciones más importantes se puede hablar desde pintadas en las calles hasta tatuajes con su imagen y su nombre.
En el año 2010, junto al periodista Jorge Cuadrado, publicó una autobiografía, cuyo título es Juan Carlos Jiménez Rufino, La Mona.
En 2011 un grupo de músicos de rock de Córdoba creó el disco Monatributo en su honor.

## Discografía
"La Mona" suma un total de 90 discos (hasta 2022) contando su carrera en el Cuarteto Berna, Cuarteto de Oro y su posterior trabajo como solista. Cuenta con cuatro discos de platino y seis discos de oro.
| - Los chicos de Berna (demo) (1968) - Sensacional, Cuarteto Berna '70 (1969) - Caracoleando con Berna (1970) - Con ritmo de guarasón (1971) - Azul quedó... (1971) - Póngale la cadenita (1972) - Y hay más todavía! (1973) - Llegó la hora de reír (1973) - El golpecito (1974) - La gaita del Lobizón (1974) - Ñácate (1975) - Patio de tango (1975) - La gaita del fantasma (1975) - Los taximetristas (1976) - Me juego la cabeza (1976) - Si!... El día del arquero (1977) - La gaita de Búfalo Bill (1977) - Llegan los marcianos (1978) - La gaita de Superman (1979) - La maratón del gordo (1979) - La gaita de Drácula (1980) - La gaita del robot (1980) - Cuidado que te come el cuco (1981) - Si se destapa la olla (1981) - Y no me lo contás... (1982) - Me quiero comer la gorra (1982) - Corran la bolilla (1983) - Vuelvo a vivir, vuelvo a cantar (1983) | - Para toda América (1984) - Gracias a Dios (1985) - De corazón (1985) - En vivo (1986) - Por la paz (1986) - De punta a punta (1987) - En vivo en el Estadio Atenas (1987) - Como La Mona (1988) - Popularísimo (1988) - Vigencia (1989) - Toda una vida (1989) - Mona (1990) - En vivo 90 (1990) - La Mona va por ti (1991) - Tecnomona (1991) - En vivo 91 (1991) - De pie (1992) - La magia de La Mona, en vivo 92 (1992) - El bailarín (1993) - Buscavida (1993) - Raza negra (1994) - El marginal (1995) - Al pie del cañón (1995) - En la puerta del universo (1996) - Ahora comienza la fiesta (1996) - El disco nº 60 (1997) - La Mona y el hombre (1998) - Beso a beso (1998) - El bum bum (1999) - ¡¡Bien ahí!! (1999) | - El agite (2000) - Adrenalina (2000) - Cuarteto es La Mona (2001) - Al palo (2001) - El vicio de La Mona (2002) - Setenta discos de caravana (2003) - La Mona en vivo con el pueblo, selección privada (2003) - Selección privada 2 (2004) - Trilogía 1er acto (2005) - 40 años con la música de cuarteto (2006) - Trilogía 2do acto (2006) - Trilogía 3er acto (2007) - Los amigos del mismo palo (CD doble + DVD) (2008) - Vuelvo a vivir... vuelvo a cantar (2008) - La Mona una leyenda en pie (CD doble + DVD) (2009) - Genial (2010) - La Mona sigue a full (2010) - Un loco bohemio de la noche (2011) - Revolución (2012) - Y sigo en carrera (2013) - La Mona en vivo - volumen 1 (2014) - La Mona en vivo - volumen 2 (CD doble + DVD) (2015) - El jimeneo (2015) - Soy un tipo de la noche (2016) - 50 años (2017) - 50 años con la música de cuarteto - primera parte (2019) - Cosquin Rock 2022 (En vivo) (2022) |

### Otros álbumes
- Mercedes olvida - De tardecitas contigo / Así se baila este ritmo - Virgen India (demo) - Cuarteto de Oro (Estudio Maipú, 1971)
- Y hay más todavía / Jamas te quisieron como yo (simple) - Cuarteto de Oro (Philips, 1973)
- Soy de la T / Venímos a ganar (simple) - Cuarteto de Oro (Philips, 1978)
- Dale Gloria dale / Donde nacen los campeones (simple) - Cuarteto de Oro (Philips, 1979)
- El viejo y glorioso Belgrano / Potpurrí de música popular (simple) - Los Piratas de Belgrano con la voz de Carlitos Jiménez (Philips, 1984)
- La época de oro del Cuarteto Berna con Carlitos Jiménez - Cuarteto Berna (Music Hall, 1988)
- 10 Años - Carlitos Jiménez "La Mona" (Philips, 1994)
- 10 Años volumen II - Carlitos Jiménez "La Mona" (Philips, 1994)
- Canta Carlitos "La Mona" Jiménez - Cuarteto Berna (Magenta, 1994)
- Grandes éxitos - Carlitos "La Mona" Jiménez (1996)
- Mona mix - La Mona Jiménez (BMG, 1997)
- Quién se tomo todo el vino - Carlitos "La Mona" Jiménez (Polydor, 1997)
- El pupito remix - Carlitos "La Mona" Jiménez (1998)
- Beso a beso remix - Carlitos "La Mona" Jiménez (1999)
- Sus grandes éxitos - Carlitos Mona Jiménez (1999)
- Antología tropical - La Mona Jiménez (2000)
- Grandes éxitos - La Mona Jiménez (Música & Marketing, 2000)
- La historia - Carlos La Mona Jiménez (Warner, 2001)
- RCA Victor 100 años - Carlos "La Mona" Jiménez (BMG, 2001)
- Clásico/03 - Carlos La Mona Jiménez (2003)
- 2x1 - Rodrigo / La Mona Jiménez / Cachumba (Magenta, 2006)
- Monero de alma (CD doble) - Carlos La Mona Jiménez (RCA, 2006)
- Cantor de pueblo - La Mona Jiménez (Sony Music, 2010)
- Los mejores éxitos - Carlitos "La Mona" Jiménez (Universal, 2015)